# Podróż przez Saharę, ułożona z opowiadań Jakuba Arago i objaśniona przypisami i uwagami
Podróż przez Saharę, ułożona z opowiadań Jakuba Arago i objaśniona przypisami i uwagami – pamiętnik z podróży francuskiego podróżnika Jacques’a Arago spisany przez Teodora Tripplina, wydany w 1854 roku.
Utwór został napisany przez Teodora Tripplina, jednak nie przedstawia jego podróży. Słynny podróżnik francuski Jacques Arago wrócił z wyprawy przez Saharę i sam miał opisać swoją historię. Cierpiał on jednak na postępującą ślepotę i ostatecznie całkiem stracił wzrok. Nie był w stanie opisać swojej wyprawy. Zadanie to powierzył więc innemu podróżnikowi – Tripplinowi, który na podstawie opowieści Francuza stworzył cały tekst dodając od siebie przypisy oraz wprowadzenie i zakończenie.
Utwór ten przedstawia długie opisy Sahary oraz spotkania z ludźmi, którzy codziennie stykali się z trudami życia na pustyni. Znajduje się tam również przedstawienie zupełnie nieznanych Europejczykom zwyczajów. Arago początkowo podróżował z karawaną, a następnie został porwany i uciekł z wioski, w której był przetrzymywany. Udało mu się trafić na dwór Baszy w Maroku, skąd dostał się do Fezu, a następnie do Europy.